# Balanced hybrid
Balanced Hybrid ist eine vom Hersteller Cisco eingeführte Bezeichnung für eine Klasse von Routing-Protokollen.
Als Grundlage der Kategorisierung dient die Arbeitsweise des  Enhanced Interior Gateway Routing Protocol (EIGRP), welches den  Diffusing Update Algorithmus (DUAL) zur Routen-Berechnung einsetzt. Bislang gibt es außer EIGRP kein weiteres Protokoll, das als Balanced Hybrid Protocol klassifiziert wird. Die Bezeichnung basiert auf der Tatsache, dass EIGRP sowohl Merkmale von Distanzvektor- als auch von Link-State-Routing-Verfahren aufweist. 
Anders als bei den meisten Distanzvektor-Verfahren werden Updates der Routing-Tabellen nicht periodisch, sondern Ereignis-gesteuert durchgeführt, beispielsweise durch Topologie-Veränderungen hervorgerufen. Des Weiteren werden mehr Topologie-Informationen ausgetauscht und angepasste Metriken verwendet.
Es werden jedoch nicht die volle Netztopologie oder der rechenaufwändige Dijkstra-Algorithmus benötigt, um schleifenfreie Routen zu berechnen.